# Кузнецов, Сергей Львович
Сергей Львович Кузнецов (род. 6 мая 1951 года, Таллин, ЭстССР, СССР) — советский и российский учёный-гистолог, член-корреспондент РАМН (2004), член-корреспондент РАН (2014).

## Биография
Родился 6 мая 1951 года в Таллине.
В 1974 году с отличием окончил лечебный факультет 1-го Московского медицинского института имени И. М. Сеченова (сейчас это — Первый Московский государственный медицинский университет имени И. М. Сеченова). С 1977 года работает там же, пройдя путь от ассистента до заведующего кафедрой гистологии, цитологии и эмбриологии (с 1997 по 2022 гг.). В настоящее время — профессор кафедры анатомии и гистологии человека Первого МГМУ им. И. М. Сеченова.
В 1978 году защитил кандидатскую, в 1989 году — докторскую диссертацию.
В 1998 году избран академиком Российской академии естественных наук.
В 2004 году избран членом-корреспондентом РАМН.
В 2014 году стал членом-корреспондентом РАН (в рамках присоединения РАМН и РАСХН к РАН).

## Научная деятельность
Ведет исследования по гистофизиологии нейроэндокринной системы, функциональной морфологии и гистохимии скелетной мышечной ткани, крупный специалист в области разработки и применения количественных методов в морфологии, изучения адаптации клеток организма человека при различных состояниях (гепатоцитов в неповрежденных областях паренхимы печени в процессе регенерации печеночной ткани, миоцитов миометрия при его гипертрофии и инволюции, хондроцитов при аутотрансплантации).
Работы по исследованию факторов космического полета на организм человека и животных выдвинули его в число ведущих специалистов в сфере гравитационной морфологии.
Автор и соавтор около 200 научных работ (монографий, учебников, руководств, атласа). Среди них: «Атлас по гистологии, цитологии и эмбриологии», «Руководство по гистологии, цитологии и эмбриологии» и др. Имеет патент на изобретение «Новый метод окраски мышечной ткани».
Под его руководством выполнено 6 докторских и 6 кандидатских диссертаций.

## Награды
- Орден «Знак Почёта» (1981)
- Медаль ордена «За заслуги перед Отечеством» II степени (1999)[2]
- Почётный работник высшего профессионального образования Российской Федерации
- серебряной медалью имени И. П. Павлова РАЕН (2001) — за исследования в области клеточной адаптации
- Золотая медаль имени И. М. Сеченова (2000) — за создание компьютерных учебных пособий — «Атласа по гистологии, цитологии и эмбриологии» и «Руководства по гистологии, цитологии и эмбриологии» (2002)